# Filip Bolluyt
Filip Bolluyt (Breda, 16 december 1953) is een Nederlands theater-, televisie- en filmacteur.
Bolluyt speelde in het theater bij gezelschappen als Het Publiekstheater, de Haagse Comedie en de Hollandse Comedie en in diverse zogenaamde "Vrije Produkties" en in musicals als "The Hired Man", bij het Ballet van Vlaanderen, Les Miserables en Mamma Mia bij Joop Van Den Ende Theaterprodukties. Als televisieacteur is hij vooral bekend van de in de jaren tachtig uitgezonden serie Dossier Verhulst en de soaps Goudkust, Onderweg naar Morgen en Goede tijden, slechte tijden en Westenwind, De Sylvia Millecamshow en De Dageraad. Verder speelde hij diverse gastrollen in series als Baantjer, Ha, die Pa!, Pleidooi en Russen. Daarnaast speelde hij kleine rollen in De vierde man, De aanslag, In de schaduw van de overwinning en New Kids Turbo en Nitro.
Filip Bolluyt woont in Amsterdam en is getrouwd met Jessica Krijnen. Ze hebben twee dochters en een zoon.

## Filmografie

### Werk als stemacteur
- Albert de 5e Musketier – Aramis
- Casper en Emma, televisieserie en films – opa
- Harry Potter – Lucius Malfidus (in film 2) en Professor Severus Sneep (vanaf film 3)
- Cars en Cars 3 – Strip Weathers (The King)
- Alice in Wonderland - Absolum de Rups
- Bambi II – Grote Prins van het Bos
- Tweede Ster van links (2001) – Prins de Dappere Cavia
- Ice Age – Diego de sabeltandtijger
- The Wild Thornberrys (2000-2005) – Johan Berenklauw
- The Fairytaler (2002-2003) – Verschillende personages
- Winx Club (2005-heden) – Overige stemmen
- Dumbo - Sotheby
- Disney Infinity spellen – Bob Parr / Mr. Incredible, The King
- Barbie en het Zwanenmeer (2003) – Vader van Odette
- Transformers Prime – Starscream
- Anubis en het pad der 7 zonden – stenen man

### Televisie (selectie)
- Mensen zoals jij en ik (1981-1985) afl. Droomt u dan nooit? (1983) – zoon
- Zeg 'ns Aaa (1985) – Peter
- Dossier Verhulst (1986-1987) – Ab van Hamel
- Medisch Centrum West (1988) – Alex Femer
- Vreemde praktijken (1989) - Pieter Paul Bolsenbroek (afl. 6)
- Spijkerhoek (1990) – Vincent Ruis
- De Dageraad (1991) – Hans Hoogstra
- Goede tijden, slechte tijden (1991) – Tony van Grimbergen (afl. 87)
- Villa Borghese (1992) – Alex
- Sjans (1992) – Gerard
- Ha, die Pa! – Van Doorn (Afl. Eindexamen, 1992)
- Toen was geluk heel gewoon (1994) – Albert van Leeuwen (De broer van Nellie)
- Oppassen!!! (1994) – Dhr. Wemeldink (Gelukkig Nieuwjaar)
- Sylvia Millecam Show (1994-1995) – Rudy de Beer
- De Legende van de Bokkenrijders (1994-1995) – van Gaal
- Twaalf steden, dertien ongelukken (1990-1995) – Jack Neerop (1990), Tom (1995)
- Baantjer (1996) – Paul Ottevanger (De Cock en de moord onder de doktoren)
- Goede tijden, slechte tijden (1993-1997) – Lex Zandstra
- Kees & Co (1998, 1999) – Harry
- Het Zonnetje in Huis (1998) – Nick
- Goudkust (1998-2001) – Henri van Cloppenburg
- Russen (2001) – Willy de Haan
- Westenwind (2002) – Ruud Kamphuis
- Intensive Care (2002) – Rob (Nieuw leven)
- Hartslag (2002) – Vader Belliot (De drie musketiers)
- Onderweg naar Morgen (2002-2003) – Wouter Lansink
- Lotte (2006) – Robert Maesland
- Spoorloos verdwenen (2007) – Jacob Hager (De verdwenen kraakster)
- SpangaS (2007-2010) – Frederik van Haagendoorn
- Flikken Maastricht (2008) – Pierre van Brunssum (Kidnap)
- Anubis en het pad der 7 zonden (2008) – Stem in de grot
- Het Sprookje van Joris en de Draak (2009) – De verteller
- 2012: Het jaar Nul (2009) – Jan Mulder
- 2011: Het Imperium (2009) – Bart Vreeman (uitgezonden, maart 2013 op RTL 8)
- VRijland (2012-2013) – gedeputeerde
- De Prooi (2013) – rechter
- Smeris (2014) – meneer Faassen
- Flikken Maastricht (2018) – Alex van Gulliken (Hankie)
- DNA (2019) - Boudewijn Claudel
- Onopgelost (2024) - Boud

### Film (selectie)
- De vierde man (1983) – surfer
- De aanslag (1986) – student
- In de schaduw van de overwinning (1986) – Ate de Jong, verzetsman Paul
- Man slaat vrouw (1991) – Clous Brockhaus, man
- New Kids Turbo (2010) – Hoofdcommissaris
- New Kids Nitro (2011) – Hoofdcommissaris
- De Grote Sinterklaasfilm (2020) – Stan
- De Grote Sinterklaasfilm: Trammelant in Spanje (2021) – Stan

## Theater (selectie)
- 1978-1983: Publiekstheater Amsterdam, o.a.
  - Wie is er bang voor Virginia Woolf van Edward Albee, in de rol van Nick
  - Don Carlos van Friedrich Schiller, in de rol van Posa
- 1983-1986: Haagse Comedie, o.a.
  - Een Midzomernachtdroom van Shakespeare, in de rol van Demetrius
  - Montserrat van Roblès, in de rol van Montserrat
  - Ons kent ons van Ayckbourn, in de rol van Gijs Jansen
- 1987-1989: Hollandse Comedie
  - The Mousetrap in de rol van Trotter
  - Tien kleine negertjes in de rol van Philip Lombard
  - Arsenicum en oude Kant in de rol van Jonathan
- 1991: tweede cast Thenardier, Grantaire en Jean Prouvaire in de musical Les Misérables
- 1993: Mojo theater, Noodweer van Hans Dorrestijn in de rol van Mup
- 1994: Later is te Laat van Noël Coward, in de rol van Dixen
- 1996-1997: De Spooktrein, mystery musical van Ridley/Boerstoel/Waddington in de rol van Richard
- 1999: Zakkendiner van Veber, Joop van den Ende Theaterprodukties, de rol van Justus
- 2001: The Hired Man, musical van Bragg/Goodal, Koninklijk Ballet van Vlaanderen, in de rol van Isaac
- 2002: Tel uit je winst, klucht van Ray Cooney, in de rol van Inspecteur de Boer
- 2003-2006: 1e cast Bart en Sam in de musical Mamma Mia! Filip speelde in meer dan 700 van de 803 gespeelde shows
- 2007: Verteller en mystery man in Into the Woods, bij het M-Lab, regie Koen van Dijk
- 2007: Mattias en Orvar in de jeugdmusical: De gebroeders Leeuwenhart, Dick van den Heuvel, Tjeerd Oosterhuis en Astrid Lindgren, regie Koen van Dijk, bij het M-Lab
- 2008: De Minnaar van Harold Pinter, regie Ad van Kempen, Het Plantsoentheater
- 2009: Gebroeders Leeuwenhart II, van den Heuvel/Oosterhuis/ Jurriaan van Dongen/Astrid Lindgren, regie en spel, M-Lab.
- 2009: De deadline, musical van Hans Sleurink en Harry Koning, regie Bart Oomen, M-Lab
- 2010: Into The Woods (on tour): Sondheim, regie Koen van Dijk, M-lab
- 2011: 1953 de musical, van Hoorne Theaterproducties, regie Bas Groenenberg, burgemeester Scholten
- 2011/2012: Kantje Boord, van en met Jon van Eerd, regie Caroline Frerichs, Onno Vermeegen, REP
- 2012/2013: Wordt U Al Geholpen, DeGraaf en Cornelissen Produkties, regie Paul van Ewijk, Captain Peacock
- 2013/2014: De man die het wist, Het Thrillertheater, regie Bruun Kuijt
- 2014: Warhorse, Stichting Theateralliantie, regie Drew Barr, Arthur en Sergeant Thunder
- 2018: She loves Me, musical, Joint Venture, Maraczek, De Kernploeg, regie Benno Hoogveld